# Alberto Elli
Alberto Elli (Giussano, 9 marzo 1964) è un dirigente sportivo ed ex ciclista su strada italiano.
Professionista dal 1987 al 2002, ottenne 26 vittorie. Dal 2011 al 2013 è direttore sportivo al Team Nippo.

## Carriera
Corridore da classiche e da piccole corse a tappe, passò professionista nel 1987 con la Remac-Fanini. Nelle stagioni seguenti vestì la divisa dei team Fanini, Ariostea, GB/MG Maglificio, Casino, Telekom e Index-Alexia Alluminio, ritirandosi dall'attività al termine della stagione 2001.
In carriera sfiorò più volte la vittoria nel campionato italiano con numerosi piazzamenti: secondo nel 1987, terzo nel 1998 e 1999, quarto nel 1997. Andò molto vicino anche alla vittoria della maglia a pois del Tour de France. Nelle grandi classiche internazionali ha collezionato un secondo posto alla Milano-Sanremo 1997, battuto in volata da Erik Zabel, e un terzo nella Freccia Vallone 1998.
Divenne conosciuto al grande pubblico quando nel Tour de France 2000, all'età di 36 anni, indossò per quattro giorni la maglia gialla grazie alla classica fuga-bidone. In quel Tour militava nel Team Deutsche Telekom ed era gregario di Jan Ullrich; perse il simbolo del primato nella prima tappa pirenaica a favore di Lance Armstrong, che arrivò con più di trenta minuti di vantaggio su di lui.
Concluse tutti gli undici Tour de France cui partecipò (dal 1990 al 2000), sette volte chiuse nei primi trenta (più un 33º posto) e come miglior piazzamento vanta un settimo posto nel 1994.

## Palmarès
- 1985 (Dilettante)

Piccolo Giro dell'Emilia
- 1986 (Dilettante)

Piccolo Giro di Lombardia
- 1992

2ª tappa Hofbrau Cup
Classifica generale Hofbrau Cup
4ª tappa Tour de Luxembourg
1ª prova Trofeo dello Scalatore
Classifica finale Trofeo dello Scalatore
- 1993

Trofeo Matteotti
Milano-Vignola
3ª prova Trofeo dello Scalatore
- 1994

6ª tappa Settimana Ciclistica Internazionale
Classifica generale Bolan Bank Tour
- 1995

Criterium d'Abruzzo
1ª tappa Euskal Bizikleta
2ª tappa Euskal Bizikleta
- 1996

Gran Premio Città di Camaiore
4ª tappa Euskal Bizikleta
1ª tappa Tour de Luxembourg
Classifica generale Tour de Luxembourg
- 1997

Classifica generale Grand Prix du Midi Libre
- 1998

3ª tappa Vuelta a Murcia
5ª tappa Vuelta a Murcia
Classifica generale Vuelta a Murcia
4ª tappa Vuelta al País Vasco
- 2000

Grand Prix de Wallonie
1ª tappa Rapport Toer
Classifica generale Giro del Lussemburgo

## Piazzamenti

### Grandi Giri
- Giro d'Italia

1987: 36º
1988: 86º
1995: 30º
2001: 54º
- Tour de France

1990: 72º
1991: 91º
1992: 28º
1993: 17º
1994: 7º
1995: 33º
1996: 15º
1997: 30º
1998: 29º
1999: 17º
2000: 84º
- Vuelta a España

2001: 39º

### Classiche monumento
- Milano-Sanremo

1987: 152º
1988: 111º
1993: 75º
1994: 44º
1997: 2º
1998: 10º
1999: 91º
2001: 86º
2002: 111º
- Giro delle Fiandre

1998: 41º
- Liegi-Bastogne-Liegi

1989: 107º
1990: 104º
1991: 98º
1994: 10º
1997: 40º
1998: 21º
2000: 85º
- Giro di Lombardia

1987: 15º
1989: 50º
1991: 101º
1994: 45º
1995: 32º
1996: 20º

### Competizioni mondiali
- Campionati del mondo

Benidorm 1992 - In linea: 43º
Oslo 1993 - In linea: 48º
Duitama 1995 - In linea: ritirato
Lugano 1996 - In linea: ritirato